# Mia Rider
Mia Rider est une actrice pornographique américaine d'origine coréenne née le 27 août 1981.

## Biographie
Mia Rider est une actrice pornographique américaine née à Séoul en Corée du Sud le 27 août 1981. À l'âge de huit ans, elle est adoptée par une famille américaine et part vivre aux États-Unis, ce qui explique qu'elle ne parle plus coréen. Mia Rider vit successivement en Caroline du Sud, à Atlanta en Géorgie, et à Orlando en Floride,. Elle vit actuellement dans le Comté d'Orange, en Californie. Dans une interview au début du film All In: A Gangbang Movie, Mia Rider confie avoir eu une éducation très stricte, et être attirée par les scénarios où elle se fait dominer sexuellement.
Le premier emploi de Mia Rider est vendeuse dans un restaurant rapide de l'enseigne McDonald's, puis dans un magasin Walmart. Mia Rider a également travaillé comme serveuse et dans une entreprise de marketing,.
Mia Rider choisit ensuite de travailler dans le domaine du divertissement pour adultes, d'abord la pornographie sur Internet en tant que camgirl, puis entre pleinement dans le cinéma pornographique comme actrice en septembre 2010, en tournant pour la société de production Reality Kings, alors qu'elle est encore parallèlement étudiante en marketing. Elle tourne depuis dans plus de soixante-dix films, se spécialisant notamment dans les pratiques extrêmes telles que les gang bangs, les doubles ou triples pénétrations et le BDSM. Envoyée en clinique de désintoxication par l'un de ses anciens petits amis pour être traitée de son « addiction sexuelle », Mia Rider dit à présent utiliser le cinéma pornographique pour accepter ses faiblesses.

## Filmographie sélective
- All In: A Gangbang Movie
- Alt Ass Lickers
- Amateur Angels
- Anally Drilled
- Asian Anal Assault
- Asian Deep Dish Orgy
- Asian Eyes For White Guys
- Asian Fuck Faces 1
- Asian Fuck Faces 2
- Asian Fucking Nation 6
- Big League Squirters 2
- Big Tits and Blowjobs 4
- Big Tits Round Asses 30
- BJ Suck-A-Thon 2
- Black Dick Too Boo-Coo 6
- Blumpkin Blowjobs 3
- Deep Throat This
- Evil Cuckold 4
- Fantasy Handjobs
- Gag Reflex
- Gag Reflex 2
- Gazongas 4
- Giant Juicy Juggs 3
- Happy Tugs 4
- Ho in Headlights 2
- Hot 3 Somes
- Hustler's Orgy Expo
- Jizz My Glasses
- King Dong 5
- Mandingo's Cougars 2
- Mia Rider
- Mia Rider Double Vag 1
- Mia Rider Double Vag 2
- MILFs Like It Black 20
- Mommy Blows Best 17
- My New White Stepdaddy 13
- Orgy Masters 3
- Praise The Load 9
- Sean Michael's Daddy Knows Best 2
- Sex and Submission 29239
- Sexually Broken 25
- Sloppy Head 7	2016
- Squirtamania 40	2014
- Throat Fucks 4	2012
- Throat Fucks 5	2014
- Titty Sweat 3	2011
- Young Pussy Lust 2